# IC 71
IC 71 је ознака објекта на координатама са ректансцензијом 1h 1m 19,2s и деклинацијом - 6° 46" 2'. Открио га је Гијом Бигурдан, 21. новембра 1889. Каснијим посматрањима на том положају није уочен никакав астрономски објекат.